# British Academy Film Awards 1992
Die 45. Verleihung der British Academy Film Awards zeichnete die besten Filme des Jahres 1991 aus.  Die Filmpreise der British Academy of Film and Television Arts (BAFTA) wurden in 19 Kategorien verliehen, hinzu kamen vier Spezial- bzw. Ehrenpreis-Kategorien.
| Film                                 | N | A |
| ------------------------------------ | - | - |
| Der mit dem Wolf tanzt               | 9 | 0 |
| Das Schweigen der Lämmer             | 9 | 2 |
| Cyrano von Bergerac                  | 8 | 4 |
| Thelma & Louise                      | 8 | 0 |
| Die Commitments                      | 6 | 4 |
| Edward mit den Scherenhänden         | 4 | 1 |
| Terminator 2 – Tag der Abrechnung    | 3 | 2 |
| Wie verrückt und aus tiefstem Herzen | 3 | 1 |
| Addams Family                        | 2 | 0 |
| König der Fischer                    | 2 | 0 |
| Robin Hood – König der Diebe         | 2 | 1 |

## Preisträger und Nominierungen

### Bester Film
Die Commitments (The Commitments) – Roger Randall-Cutler, Lynda Myles, Alan Parker
Der mit dem Wolf tanzt (Dances with Wolves) – Kevin Costner, Jim Wilson
Das Schweigen der Lämmer (The Silence of the Lambs) – Edward Saxon, Kenneth Utt, Ron Bozman, Jonathan Demme
Thelma & Louise – Mimi Polk Gitlin, Ridley Scott

### Beste Regie
Alan Parker – Die Commitments (The Commitments)
Kevin Costner – Der mit dem Wolf tanzt (Dances with Wolves)
Jonathan Demme – Das Schweigen der Lämmer (The Silence of the Lambs)
Ridley Scott – Thelma & Louise

### Bester Hauptdarsteller
Anthony Hopkins – Das Schweigen der Lämmer (The Silence of the Lambs)
Kevin Costner – Der mit dem Wolf tanzt (Dances with Wolves)
Gérard Depardieu – Cyrano von Bergerac (Cyrano de Bergerac)
Alan Rickman – Wie verrückt und aus tiefstem Herzen (Truly, Madly, Deeply)

### Beste Hauptdarstellerin
Jodie Foster – Das Schweigen der Lämmer (The Silence of the Lambs)
Geena Davis – Thelma & Louise
Susan Sarandon – Thelma & Louise
Juliet Stevenson – Wie verrückt und aus tiefstem Herzen (Truly, Madly, Deeply)

### Bester Nebendarsteller
Alan Rickman – Robin Hood – König der Diebe (Robin Hood: Prince of Thieves)
Alan Bates – Hamlet
Derek Jacobi – Schatten der Vergangenheit (Dead Again)
Andrew Strong – Die Commitments (The Commitments)

### Beste Nebendarstellerin
Kate Nelligan – Frankie & Johnny
Annette Bening – Grifters (The Grifters)
Amanda Plummer – König der Fischer (The Fisher King)
Julie Walters – Stepping Out

### Bestes adaptiertes Drehbuch
Dick Clement, Roddy Doyle, Ian La Frenais – Die Commitments (The Commitments)
Michael Blake – Der mit dem Wolf tanzt (Dances with Wolves)
Jean-Claude Carrière, Jean-Paul Rappeneau – Cyrano von Bergerac (Cyrano de Bergerac)
Ted Tally – Das Schweigen der Lämmer (The Silence of the Lambs)

### Bestes Original-Drehbuch
Anthony Minghella – Wie verrückt und aus tiefstem Herzen (Truly, Madly, Deeply)
Callie Khouri – Thelma & Louise
Richard LaGravenese – König der Fischer (The Fisher King)
Peter Weir – Green Card – Schein-Ehe mit Hindernissen (Green Card)

### Beste Filmmusik
Jean-Claude Petit – Cyrano von Bergerac (Cyrano de Bergerac)
John Barry – Der mit dem Wolf tanzt (Dances with Wolves)
Howard Shore – Das Schweigen der Lämmer (The Silence of the Lambs)
Hans Zimmer – Thelma & Louise

### Beste Kamera
Pierre Lhomme – Cyrano von Bergerac (Cyrano de Bergerac)
Adrian Biddle – Thelma & Louise
Tak Fujimoto – Das Schweigen der Lämmer (The Silence of the Lambs)
Dean Semler – Der mit dem Wolf tanzt (Dances with Wolves)

### Bester Ton
Tom Johnson, Lee Orloff, Gary Rydstrom, Gary Summers – Terminator 2 – Tag der Abrechnung (Terminator 2: Judgment Day)
Bill W. Benton, Jeffrey Perkins, Gregory H. Watkins, Russell Williams II – Der mit dem Wolf tanzt (Dances with Wolves)
Tom Fleischman, Skip Lievsay, Christopher Newman – Das Schweigen der Lämmer (The Silence of the Lambs)
Eddy Joseph, Andy Nelson, Steve Pederson, Tom Perry, Clive Winter – Die Commitments (The Commitments)

### Beste Kostüme
Franca Squarciapino – Cyrano von Bergerac (Cyrano de Bergerac)
Colleen Atwood – Edward mit den Scherenhänden (Edward Scissorhands)
John Bloomfield – Robin Hood – König der Diebe (Robin Hood: Prince of Thieves)
Theodor Pištěk – Valmont

### Beste Maske
Michèle Burke, Jean-Pierre Eychenne – Cyrano von Bergerac (Cyrano de Bergerac)
Fern Buchner, Kevin Haney, Katherine James – Addams Family (The Addams Family)
Frank Carrisosa – Der mit dem Wolf tanzt (Dances with Wolves)
Ve Neill – Edward mit den Scherenhänden (Edward Scissorhands)

### Bestes Szenenbild
Bo Welch – Edward mit den Scherenhänden (Edward Scissorhands)
Ezio Frigerio – Cyrano von Bergerac (Cyrano de Bergerac)
Richard Macdonald – Addams Family (The Addams Family)
Joseph Nemec III – Terminator 2 – Tag der Abrechnung (Terminator 2: Judgment Day)

### Bester Schnitt
Gerry Hambling – Die Commitments (The Commitments)
Craig McKay – Das Schweigen der Lämmer (The Silence of the Lambs)
Thom Noble – Thelma & Louise
Neil Travis – Der mit dem Wolf tanzt (Dances with Wolves)

### Beste visuelle Effekte
Dennis Muren, Robert Skotak, Gene Warren Jr., Stan Winston – Terminator 2 – Tag der Abrechnung (Terminator 2: Judgment Day)
Scott Farrar, Allen Hall, Clay Pinney, Mikael Salomon – Backdraft – Männer, die durchs Feuer gehen (Backdraft)
Eve Ramboz, Franz Wamelink, Masao Yamaguchi – Prosperos Bücher (Prospero's Books)
Stan Winston – Edward mit den Scherenhänden (Edward Scissorhands)

### Bester animierter Kurzfilm
Balloon – Ken Lidster
Adam – Peter Lord, Chris Moll
Anamorphosis – Keith Griffiths, Brothers Quay
Touch – Debra Smith

### Bester Kurzfilm
The Harmfulness Of Tobacco – Nick Hamm, Barry Palin
Breath Of Life – Navin Thapar
Man Descending – Neil Grieve, Ray Lorenz
Trauma – Gerhard J. Rekel

### Bester nicht-englischsprachiger Film
Das schreckliche Mädchen, Deutschland – Michael Verhoeven
Cyrano von Bergerac (Cyrano de Bergerac), Frankreich – René Cleitman, Jean-Paul Rappeneau, Michel Seydoux
Der Mann der Friseuse (Le Mari de la coiffeuse), Frankreich – Thierry de Ganay, Patrice Leconte
Toto der Held (Toto le Héros), Belgien/Deutschland/Frankreich – Pierre Drouot, Dany Geys, Jaco Van Dormael

## Spezial- und Ehrenpreise

### Academy Fellowship
- John Gielgud – britischer Schauspieler und Regisseur

### Herausragender britischer Beitrag zum Kino (Michael Balcon Award)
(Outstanding British Contribution to Cinema)
- Derek Jarman – britischer Filmregisseur

### Special Award
- Mitzi Cunliffe – US-amerikanische Bildhauerin; Erschafferin der vergebenen Preistrophäe („BAFTA-Maske“)
- Audrey Hepburn – britische Schauspielerin
- Ridley Scott – britischer Filmregisseur und Filmproduzent

### Special Award for Craft
- Tom Smith – britischer Maskenbildner